# 山本英史
山本 英史（やまもと えいし、1950年 - ）は、日本の中国史学者、慶應義塾大学名誉教授。中国明清史、近代農村社会史を専門。博士（文学）（東京大学・2007年）。

## 来歴
滋賀県生まれ。1973年慶應義塾大学文学部卒、1976年東京大学大学院人文科学研究科修士課程修了。1979年同大学博士課程単位取得満期退学。2007年「清代中国の地域支配」で東京大学より博士（文学）の学位を取得。山口大学人文学部専任講師、同大学助教授を経て、慶應義塾大学文学部助教授に就任し、1996年同大学教授となる。2016年、定年退職し、同大学名誉教授となった。2018年-2024年、中国南開大学特聘教授を務めた。

## 著書
- 『現代中国の履歴書』慶應義塾大学出版会、2003
- 『清代中国の地域支配』慶應義塾大学出版会、2007
- 『中国の歴史』河出書房新社、2010
- 『赴任する知県』研文出版、2016
- 『郷役と溺女』汲古書院、2021

### 共編著
- 『伝統中国の地域像』編著 慶應義塾大学出版会、2000 慶應義塾大学地域研究センター叢書
- 『近世の海域世界と地方統治』編 汲古書院、2010 東アジア海域叢書
- 『伝統中国判牘資料目録』三木聰、高橋芳郎共編 汲古書院、2010
- 『近代中国の地域像』編 山川出版社、2011 慶應義塾大学東アジア研究所叢書

### 翻訳
- J.スペンス『ある農婦の死 十七世紀、中国の現実と夢幻世界』平凡社、1990
- 黄仁宇『中国マクロヒストリー』東方書店、1994

## 参考
- 『中国の歴史』著者紹介
- J-GLOBAL